# Montluçon-Sud (tổng)
Tổng Montluçon-Sud là một tổng ở tỉnh Allier trong vùng Auvergne-Rhône-Alpes.

## Hành chính
| Giai đoạn | Ủy viên           | Đảng     | Tư cách                    |
| --------- | ----------------- | -------- | -------------------------- |
| 16        | Bernadette Vergne | URB      |                            |
| 11        | Mireille Schurch  | app. PCF | Thị trưởng của Lignerolles |
| 18        | Jean Gravier      | UDF      |                            |

## Các đơn vị cấp dưới
Tổng Montluçon-Sud (3e Canton) gồm 5 xã với dân số là 16 359 người (điều tra năm 1999, dân số không tính trùng)
| Xã                  | Dân số     | Mã bưu chính | Mã insee |
| ------------------- | ---------- | ------------ | -------- |
| Lavault-Sainte-Anne | 1 158      | 03100        | 03140    |
| Lignerolles         | 566        | 03410        | 03145    |
| Montluçon           | 11 455 (1) | 03100        | 03185    |
| Néris-les-Bains     | 2 708      | 03310        | 03195    |
| Teillet-Argenty     | 472        | 03410        | 03279    |

(1) fraction de commune.

## Biến động dân số
| 1962                                                     | 1968 | 1975 | 1982 | 1990   | 1999   |
| -------------------------------------------------------- | ---- | ---- | ---- | ------ | ------ |
| -                                                        | -    | -    | -    | 16 828 | 16 359 |
| Nombre retenu à partir de 1962 : dân số không tính trùng |      |      |      |        |        |